# Severovzhodna regija (Islandija)
Severovzhodna regija (islandsko Norðurland eystra, [ˈnɔrðʏrˌlant ˈeistra]) je ena od tradicionalnih osmih regij Islandije, ki se nahaja na severu otoka. Največje mesto v regiji je Akureyri s 17.300 prebivalci.